# Conus denizi
Espèce
Statut de conservation UICN

 NT  : Quasi menacé
Conus denizi est une espèce de mollusques gastéropodes marins de la famille des Conidae.
Comme toutes les espèces du genre Conus, ces escargots sont prédateurs et venimeux. Ils sont capables de « piquer » les humains et doivent donc être manipulés avec précaution, voire pas du tout.

## Description
La coquille est très petite, et c'est l'une des plus petites des espèces endémiques trouvées dans les îles du Cap-Vert. Le profil général est ventriculairement conique, légèrement allongé avec une épaule arrondie. Spire modérée, droite à légèrement convexe avec quatre ou cinq cordons bien définis sur les rampes suturales plates à légèrement convexes. Les côtés du dernier verticille sont droits ou légèrement convexes. Le verticille du corps est lisse à l'exception de huit à dix rainures en spirale qui occupent presque tout le tiers antérieur du verticille du corps. La spire est principalement blanche avec des taches axiales alternées brun foncé. Le dernier verticille est vert olive à vert olive clair, normalement avec trois bandes spiralées interrompues formées par des taches blanches bien définies parfois disposées en zigzag ou en chevron) teintées de marques marron à marron foncé. L'extrémité de la partie antérieure du dernier verticille est teintée de brun à brun très foncé. L'ouverture est brun violacé chez les spécimens frais avec 2 bandes blanchâtres distinctes : une située près du milieu du corps et une autre, moins évidente, juste sous l'épaule. La lèvre interne a une couleur jaunâtre. Le périostracum est fin, jaune, lisse et translucide.

## Distribution
L'espèce se trouve à Praia Grande, sur la côte nord-est de Île de São Vicente, Cap-Vert.

### Niveau de risque d’extinction de l’espèce
Selon l'analyse de l'UICN réalisée en 2011 pour la définition du niveau de risque d'extinction, cette espèce est endémique de la côte nord-est de São Vincente à Prai Grande dans les îles du Cap-Vert (Monteiro et al., 2004). Actuellement, elle n'est connue que d'une seule localité, avec des menaces de pollution mineure d'un village voisin (eaux usées, déversements d'hydrocarbures) mais l'espèce est considérée comme rare. Elle vit avec les oursins. Elle figure sur la liste des espèces quasi-menacées car elle remplit presque les conditions de vulnérabilité selon le critère D2.

## Taxonomie

### Publication originale
L'espèce Conus denizi a été décrite pour la première fois en 2011 par les malacologistes Carlos Manuel Lourenço Afonso (d) (1973-) et Manuel Jimenez Tenorio (d) (1965-) dans la publication intitulée « Gloria Maris »,.

### Synonymes
- Africonus denizi Afonso & Tenorio, 2011 · appellation alternative (combinaison originale)
- Conus (Lautoconus) denizi (Afonso & Tenorio, 2011) · non accepté

## Identifiants taxonomiques
Chaque taxon catalogué par les bases de données biologiques et taxonomiques possède un identifiant qui permet d'établir un point de référence. Les identifiants de Conus denizi dans les principales bases sont les suivants :
BOLD : 901929 - CoL : 5ZY23 - GBIF : 7870731 - iNaturalist : 425462 - TAXREF : 155482 - UICN : 15307967 - WoRMS : 724691